# ماری‌آنجلا پیانکاستلی
ماری‌آنجلا پیانکاستلی (ایتالیایی: Mariangela Piancastelli؛ زادهٔ ۲۰ مهٔ ۱۹۵۳) بازیکن زن بسکتبال اهل ایتالیا بود. وی در بازی‌های المپیک تابستانی ۱۹۸۰ شرکت کرده‌است.